# Guillermo Coria
Guillermo Sebastián Coria (1982. január 13. –) argentin hivatásos teniszező. Az utóbbi évek egyik legjobb salakjátékosa, 2004-ben bejutott a Roland Garros döntőjébe, ahol a honfitárs Gastón Gaudio-tól szenvedett vereséget 0-6, 3-6, 6-4, 6-1, 8-6 arányban, hiába volt kettős szettelőnye, és két meccslabdája is a döntő szettben. 2006 óta sérülései és önbizalomhiánya miatt nem tudott szignifikáns eredményt elérni ATP tornákon. 2001-ben doppingbotrányba keveredett, amikor nandrolont találtak a szervezetében, és eredetileg két évre eltiltották, de végül némi "maszek" nyomozás után kiderült, hogy az őt támogató italcég volt a bűnös, ezért a büntetését visszavonták.

## Grand Slam döntői

### Elvesztett döntői (1)
| Év   | Helyszín      | Ellenfél a döntőben | Eredmény a döntőben     |
| 2004 | Roland Garros | Gastón Gaudio       | 6-0, 6-3, 4-6, 1-6, 6-8 |

## ATP döntői (9)

### Győzelmei (9)
| Legend                 |
| Grand Slam (0)         |
| Tennis Masters Cup (0) |
| ATP Masters Series (2) |
| ATP Tour (7)           |

| Borítás szerint |
| Kemény (0)      |
| Salak (8)       |
| Fű (0)          |
| Szőnyeg (1)     |

| No. | Dátum             | Helyszín                | Borítás | Ellenfél a döntőben | Eredmény a döntőben |
| 1.  | 2001. február 12. | Viña del Mar, Chile     | Salak   | Gastón Gaudio       | 4-6, 6-2, 7-5       |
| 2.  | 2003. május 12.   | Hamburg, Németország    | Salak   | Agustín Calleri     | 6-3, 6-4, 6-4       |
| 3.  | 2003. július 14.  | Stuttgart, Németország  | Salak   | Tommy Robredo       | 6-2, 6-2, 6-1       |
| 4.  | 2003. július 21.  | Kitzbühel, Ausztria     | Salak   | Nicolás Massú       | 6-1, 6-4, 6-2       |
| 5.  | 2003. július 28.  | Sopot, Lengyelország.   | Salak   | David Ferrer        | 7-5, 6-1            |
| 6.  | 2003. október 12. | Bázel, Svájc            | Szőnyeg | David Nalbandian    | visszalépett        |
| 7.  | 2004. február 16. | Buenos Aires, Argentína | Salak   | Carlos Moyà         | 6-4, 6-1            |
| 8.  | 2004. április 19. | Monte Carlo, Monaco     | Salak   | Rainer Schüttler    | 6-2, 6-1, 6-3       |
| 9.  | 2005. július 31.  | Umag, Horvátország      | Salak   | Carlos Moyà         | 6-2, 4-6, 6-2       |

### Elvesztett döntői (11)
| No. | Dátum                | Helyszín                         | Borítás | Ellenfél a döntőben | Eredmény a döntőben        |
| 1.  | 2001. május 7.       | Mallorca, Spanyolország          | Salak   | Alberto Martín      | 6-3, 3-6, 6-2              |
| 2.  | 2002. szeptember 16. | Costa Do Sauipe, Brazília        | Kemény  | Gustavo Kuerten     | 6-7(4), 7-5, 7-6(2)        |
| 3.  | 2003. február 24.    | Buenos Aires, Argentína          | Salak   | Carlos Moyà         | 6-3, 4-6, 6-4              |
| 4.  | 2003. április 21.    | Monte Carlo, Monaco              | Salak   | Juan Carlos Ferrero | 6-2, 6-2                   |
| 5.  | 2004. április 5.     | Miami, Amerikai Egyesült Államok | Kemény  | Andy Roddick        | 6-7(2), 6-3, 6-1 feladta   |
| 6.  | 2004. május 17.      | Hamburg, Németország             | Salak   | Roger Federer       | 4-6, 6-4, 6-2, 6-3         |
| 7.  | 2004. június 7.      | Roland Garros                    | Salak   | Gastón Gaudio       | 0-6, 3-6, 6-4, 6-1, 8-6    |
| 8.  | 2004. június 21.     | 's-Hertogenbosch, Hollandia      | Fű      | Michaël Llodra      | 6-3, 6-4                   |
| 9.  | 2005. április 18.    | Monte Carlo, Monaco              | Salak   | Rafael Nadal        | 6-3, 6-1, 0-6, 7-5         |
| 10. | 2005. május 9.       | Róma, Olaszország                | Salak   | Rafael Nadal        | 6-4, 3-6, 6-3, 4-6, 7-6(6) |
| 11. | 2005. szeptember 19. | Peking, Kína                     | Kemény  | Rafael Nadal        | 5-7, 6-1, 6-2              |

## Külső hivatkozások
- Guillermo Coria profilja az ATP oldalán (angolul)